# Pretty Boy, Dirty Boy
Pretty Boy, Dirty Boy è il secondo album in studio del cantante colombiano Maluma, pubblicato nel 2015.

## Tracce
1. Borró cassette – 3:27
2. ¿Dónde estás? (featuring Farruko) – 3:17
3. El perdedor – 3:27
4. Me gustas – 3:37
5. Sin contrato – 3:41
6. Una aventura (featuring Alexis & Fido) – 3:50
7. Tengo un amor (featuring Leslie Grace) – 3:47
8. Pretextos (featuring Cosculluela) – 3:48
9. Ya no es niña – 3:35
10. Solos (featuring El Micha) – 3:27
11. Tu cariño (featuring Arcángel) – 3:07
12. Recuérdame – 3:10
13. La misma moneda – 3:41
14. Vuelo hacia el olvido – 3:33
15. El tiki – 3:01
16. Carnaval – 3:34